# Antônio Monteiro Dutra
Antônio Monteiro Dutra (nacido el 11 de agosto de 1973) es un exfutbolista brasileño que se desempeñaba como defensa.

## Trayectoria

### Clubes
| Club                | País   | Año         |
| ------------------- | ------ | ----------- |
| Paysandu            | Brasil | 1994        |
| Mogi Mirim          | Brasil | 1995 - 1996 |
| Santos              | Brasil | 1997        |
| América             | Brasil | 1998        |
| Coritiba            | Brasil | 1999        |
| Santos              | Brasil | 2000        |
| Sport Recife        | Brasil | 2000 - 2001 |
| Yokohama F. Marinos | Japón  | 2001 - 2006 |
| Sport Recife        | Brasil | 2007 - 2011 |
| Santa Cruz          | Brasil | 2011 - 2012 |
| Yokohama F. Marinos | Japón  | 2012 - 2014 |

## Estadística de carrera

### J. League
| Club                | Año   | J. League | J. League | Copa J. League | Copa J. League | Total | Total |
| Club                | Año   | Part.     | Goles     | Part.          | Goles          | Part. | Goles |
| ------------------- | ----- | --------- | --------- | -------------- | -------------- | ----- | ----- |
| Yokohama F. Marinos | 2001  | 12        | 3         | 4              | 0              | 16    | 3     |
| Yokohama F. Marinos | 2002  | 25        | 1         | 5              | 1              | 30    | 2     |
| Yokohama F. Marinos | 2003  | 28        | 1         | 7              | 0              | 35    | 1     |
| Yokohama F. Marinos | 2004  | 22        | 0         | 4              | 1              | 26    | 1     |
| Yokohama F. Marinos | 2005  | 32        | 1         | 4              | 0              | 36    | 1     |
| Yokohama F. Marinos | 2006  | 28        | 2         | 4              | 0              | 32    | 2     |
| Yokohama F. Marinos | 2012  | 29        | 0         | 1              | 0              | 30    | 0     |
| Yokohama F. Marinos | 2013  | 33        | 1         | 9              | 0              | 42    | 1     |
| Yokohama F. Marinos | 2014  | 4         | 0         | 0              | 0              | 4     | 0     |
| Total               | Total | 213       | 9         | 38             | 2              | 251   | 11    |